# Thryptomene elliottii
Thryptomene elliottii är en myrtenväxtart som beskrevs av Ferdinand von Mueller. Thryptomene elliottii ingår i släktet Thryptomene och familjen myrtenväxter. Inga underarter finns listade i Catalogue of Life.